# バトゥーラー

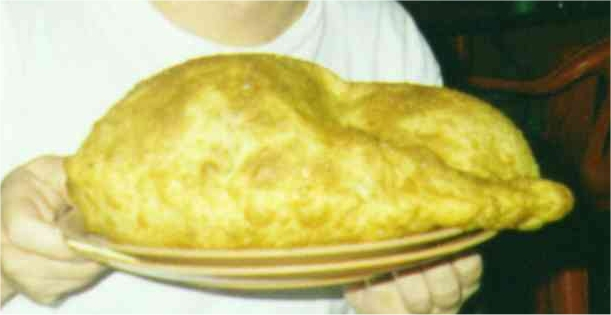
焼き上がったバトゥーラー。

バトゥーラー（भटूरा）は、主にインドで食される揚げパン。油で揚げる点はプーリーと同じだが、精白した小麦粉から作られ、生地にダヒやバターを練り込み、一定時間寝かせる点が異なる。特に北インドでは、チャナマサラ（パンジャーブ風のヒヨコマメの煮込み）を付け合わせて食べるチョーレー・バトゥーレー（छोले भटूरे）」が朝食用の露天スナックとして人気が高い。
- ウィキメディア・コモンズには、バトゥーラーに関するカテゴリがあります。